# L'Automobile
L'Automobile, precedentemente denominata Automobile Club di Torino, A.C.I. e R.A.C.I., è una rivista che tratta principalmente argomenti motoristici, organo ufficiale dell'Automobile Club d'Italia.

## Storia
La rivista nasce nel 1923 intitolata Automobile Club di Torino, quale organo di stampa dell'omonimo sodalizio. Con questa denominazione il giornale viene editato per un paio d'anni, anche se già nel 1924, con delibera del 17 gennaio, il nascente Automobile Club d'Italia, aveva deciso di adottare la rivista, non appena completata la riunione dei vari Automobile Club locali sotto l'egida di un unico organo nazionale.
Nell'aprile 1925, mutuando la precedente sede e organico di redazione, la rivista, in forma di giornale, assunse la denominazione A.C.I. - Organo ufficiale dell'AUTOMOBILE CLUB D'ITALIA che manterrà fino all'aprile del 1927 quando, sotto la direzione di Paolo Sommi Picenardi, assume la denominazione R.A.C.I.(acronimo di Reale Automobile Club d'Italia), parimenti all'ente che rappresenta, in seguito all'elevazione di quest'ultimo al rango di ente morale, patrocinato dalla Real casa. Dal 1938 il formato diventa più piccolo ed assume la forma di rotocalco.
Dal 1939 cambia ancora formato e nome in "L'Automobile", traendo la denominazione da prima rivista italiana di automobilismo, fondata a Torino il 15 dicembre 1898, ma viene sospesa a fine anno. Riprende poi nel 1948 ritornando al formato di giornale. Dopo ulteriori cambiamenti nella cadenza di pubblicazione, nella tipologia ed una sospensione del formato cartaceo durata alcuni anni, la rivista è tornata nelle edicole a partire dal novembre 2016, con periodicità mensile e con un sito on line ad esso dedicato.
Tra i padri nobili della rivista, Cesare Goria Gatti, uno tra i principali pionieri del motorismo italiano del celebre Caffè Burello che, insieme all'amico Emanuele Bricherasio, aveva caldeggiate e partecipate le fondazioni del primo automobile club italiano, della Ceirano e della FIAT, nonché promosso il primo salone italiano dell'automobile, nel Castello del Valentino.
La direzione più significativa e longeva fu quella di Giovanni Canestrini che, già redattore dagli anni trenta, guidò ininterrottamente la rivista per oltre un quarto di secolo, a partire dal 1950, riuscendo a dare un taglio tecnico/politico. Altra direzione storica fu quella di Carlo Luna negli anni Ottanta e Novanta che portò con alcune inchieste a diverse proposte di legge. L'Automobile fu anche una fucina di idee e di attività di importanti giornalisti, disegnatori, scrittori, progettisti, esperti e piloti come Gianni Rogliatti, Piero Casucci, Carlo Montella, Alberto Bellucci, Vincenzo Borgomeo, Giorgio Bocca, Benito Jacovitti, Paolo Guzzanti, Roberto Patrignani, Giampaolo Pansa, Pasquale Balsamo, Piero Taruffi e molti altri.
La rivista ebbe il suo massimo fulgore alla fine degli anni sessanta, e poi negli anni Ottanta e Novanta quando la tiratura si attestò poco sotto il milione di copie, tanto che dal novembre 1966 al marzo 1970 i numeri della copie stampate venivano riportati sulla copertina di ogni fascicolo. Nel dicembre del 2022 la storica rivista è stata sospesa dall'Aci, in attesa di una profonda ristrutturazione, che si è concretizzata con il debutto in edicola il 7 giugno del 2023 di una nuova versione del magazine totalmente ripensato, sotto la direzione responsabile di David Giudici, per essere di aiuto agli automobilisti nel complesso percorso della transizione. La linea editoriale del nuovo progetto si articola attraverso lo sviluppo di cinque pilastri fondamentali: Mobilità, Transizione ecologica, Tecnologia, Utilità, Sicurezza. 